# شهید کیوان میرشکاری
شهید کیوان میرشکاری، روستایی در دهستان کوتک بخش مرکزی شهرستان کهنوج در استان کرمان ایران است.

## جمعیت
بر پایه سرشماری عمومی نفوس و مسکن در سال ۱۳۹۵، جمعیت این روستا برابر با ۱۳۲ نفر (۳۷ خانوار) بوده‌است.